# Suhinia steinbergae
Suhinia steinbergae är en snäckart som först beskrevs av Lance 1962.  Suhinia steinbergae ingår i släktet Suhinia och familjen Corambidae. Inga underarter finns listade i Catalogue of Life.